# بطرس الخوري
بطرس الخوري (1907 - 18 نوفمبر/تشرين الثاني 1984)، رجل أعمال ومصرفي وصناعي لبناني. وُلد في كرم سدة، لبنان، وتيتّم في سن مبكرة بعد وفاة والديه، فتولى جده وعمته تربيته. بدأ دراسته في مدرسة مار يعقوب في مسقط رأسه، وأكملها في مدرسة "آل العلم" في داريا، قضاء زغرتا. في عام 1926، تزوج من نجيبة عبود وأنجبا سبعة أبناء.
بدأ الخوري مسيرته المهنية في تجارة زيت الزيتون في طرابلس، ثم توسع إلى مجالات الذهب والعقارات والصناعة. و قد أسس شركات مع رجال أعمال بارزين، مثل: "اسطفان وخوري" و"كفوري-خوري" و"شركة الغزال للنقليات". في عام 1929، انضم إلى شركة كهرباء قاديشا، وأصبح عضوًا في مجلس إدارتها، ثم رئيسًا لها عام 1953 بعد شرائه غالبية الأسهم من المساهمين الفرنسيين.
على الصعيد السياسي، انتُخب الخوري نائبًا في البرلمان اللبناني من 1943 إلى 1947، لكنه فضّل لاحقًا دور المستشار والوسيط على الساحة السياسية. وتوفي  في 18 نوفمبر 1984.

## حياته

### طفولته

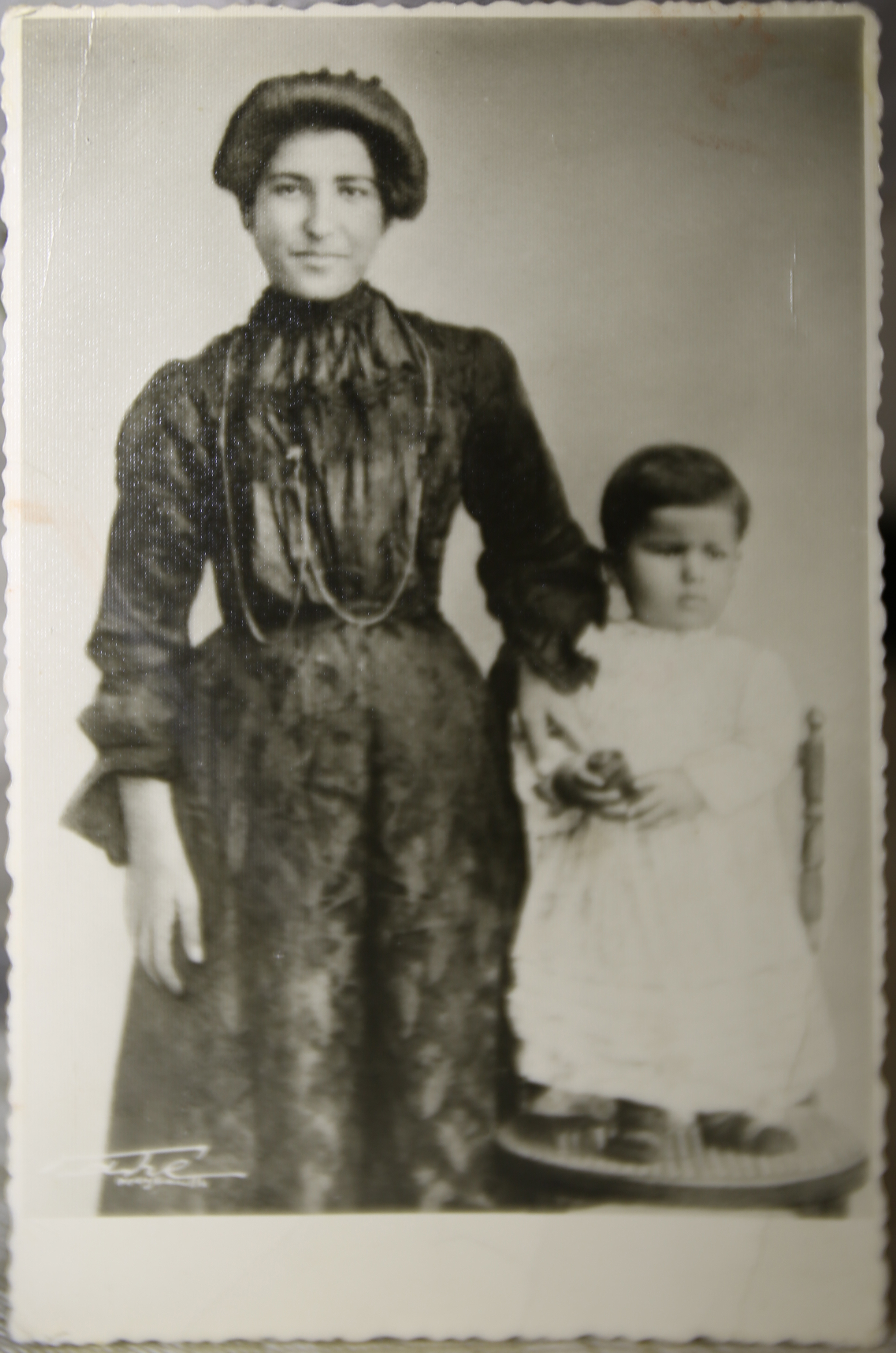
الشيخ بطرس الخوري طفلا، إلى جانب والدته

يتحدَّر بطرس الخوري من الجالية اللبنانية التي نشأت في ذلك الوقت في المستعمرات الفرنسية في غرب أفريقيا ، ورغم أنه ولد في لبنان في مسقط رأسه كرم سدة، فإن  بعض أفراد عائلته كانوا يقيمون في السنغال، من بينهم والده سليم الخوري. تحول بطرس الصغير إلى يتيم بسرعة، إذ تزامنت ولادته مع وفاة والده في بلاد المهجر، وثم توفيت والدته مريم قبل بلوغه سن الثالثة، فتولى جدّاه تربيته ومن ثم عمّته سيدة الخوري كما دعمه خال والده عباس عبود مادياً من السنغال. وكان هذا الأخير هو الذي أدخل بطرس الصغير إلى عالم الاعمال والتجارة.  

### نشأته

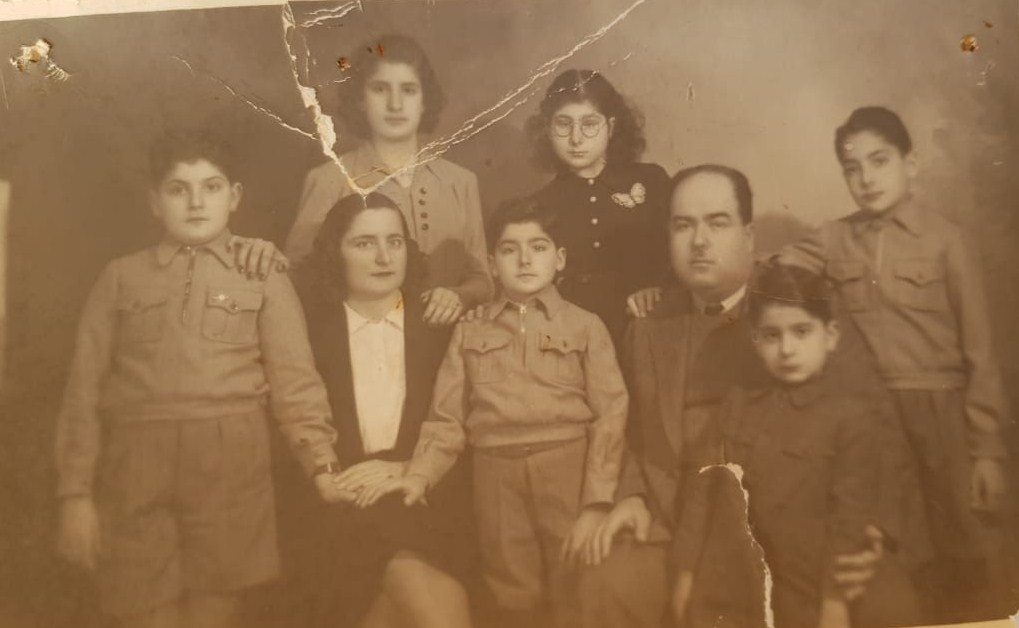
الشيخ بطرس الخوري مع زوجته وأولاده

بدأ حياته الدراسيّة في مدرسة مار يعقوب في مسقط رأسه وأنهى صفوفه في قرية داريا في قضاء زغرتا في مدرسة «آل العلم». بدأ حياته الراشدة في سن مبكرة: وفي وقت مبكر جداً أسس نفسه كشخصية رئيسية في قريته، كما نال لقب «الشيخ» وتزوج في 19 أيلول/سبتمبر 1926 من "نجيبة عبود" قريبة خاله وأنجب منها سبعة أولاد.
بدأ مسيرته المهنية وكان بالكاد قد بلغ عمر العشرين سنة، في تجارة زيت الزيتون الذي كان يُنتَج في قضائي الكورة وزغرتا ويبيعه في طرابلس، ما دفعه بالتالي إلى الانتقال بشكل دائم في بدايات ثلاثينيات القرن الماضي إلى مدينة طرابلس، عاصمة شمال لبنان، لتسهيل إدارة أعماله وتطوير شبكة معارفه. وبعد ذلك، استثمر في سوق الذهب والعقارات وانتقل بالتالي وبسهولة من التجارة إلى الصناعة وأسس شركات ناجحة مع رجال أعمال عريقين في مجالات متعددة كما تظهره الشركات العديدة التي تم تأسيسها، كـ«اسطفان وخوري» مع الاخوين مشايخ آل اسطفان من كفرصغاب، وشركة «كفوري-خوري» مع الاخوين بطرس وفيليب الكفوري من الخنشارة في قضاء المتن، ومع غطاس المر أنشأ «شركة الغزال للنقليات» ومع فاضل الغندور من طرابلس، وغيرهم.

### بداياته: كهرباء قاديشا
خلال عشرينيات القرن العشرين، اكتسب بطرس الخوري، المهارات والقواعد المتعلقة بالاستثمار المالي. ووفقا للدور التقليدي الذي يؤديه اللبنانيون في دول الانتشار منذ ذلك الوقت في اقتصاد البلاد، أعاد استثمار الأموال التي كانت تصل اليه من أقربائه في بلاد الاغتراب في شركات محلية مختلفة. وفي هذا السياق، أظهرت خبرته داخل شركة كهرباء قاديشا، التي حصلت خلال الانتداب على امتياز اضاءة شمال لبنان بالتيار الكهربائي، من الوادي الذي يحمل اسم الشركة حتى مدينة طرابلس، مواهبه الفطرية كرجل أعمال: دخل للمرة الأولى من طريق عباس عبود الذي حمّله مسؤوليات مهمة والذي يمثله داخل الشركة، صعد بسرعة سلم الشركة ليتم انتخابه عام 1929 عضو مجلس إدارة وهو كان في سن الـ22. وفي 1929، أُعطي امتياز كهرباء «أبو علي» للأخوين الشيخ يوسف وسايد اسطفان وتم دمج شركتي الكهرباء «قاديشا» و«أبو علي». وأعيد انتخاب الشيخ بطرس الخوري عضو مجلس إدارة في 10 آب/أغسطس 1930. وارتقى بسرعة فائقة طوال عقود داخل الشركة، التي أسستها مجموعة من الشخصيات المهمة من منطقة بشرّي كعائلتي كيروز وجعجع عام 1924 والتي كان لمطران طرابلس الماروني أنطوان عريضة دور مهم فيها. وفي 14 آيار/مايو 1953، اشترى من المساهمين الفرنسيين، شركتي "La Pyrénéenne" و" La Toulousaine" غالبية الاسهم التي يملكونها في شركة «قاديشا» وأصبح رئيس مجلس ادارتها.
تحولت سنوات الشباب التي أمضاها داخل الشركة إلى نوع من التدريب، وكان الفكر الاقتصادي لشخصية ك"ألبير نقاش"، مؤسس مشروع الطاقة الكهرومائية لـ«قاديشا»، حاسماً لمسيرة بطرس الخوري الخاصة: فقد كان نقاش يدعو للنشاط الصناعي في لبنان من خلال تشجيع شبكة واسعة من محطات الطاقة الكهرومائية في جميع أنحاء البلاد والتي يتم تمويلها وإدارتها بالكامل من قبل رؤوس أموال  وكوادر لبنانية، على عكس الأيديولوجية السائدة بين المثقفين في ذلك الوقت المتأثرة  بفكر ميشال شيحا الذي يرى لبنان «جمهورية تجارية» خالية من المواد الأولية . هكذا، قدمت هذه التجربة لبطرس الخوري خبرة في مجال العمل الصناعي، ورؤية واسعة في الاقتصاد الوطني.

### النشاطات السياسية
انخرط بطرس الخوري أيضاً في عالم السياسة، إذ ان مواهبه كوسيط، بالإضافة إلى كفاءته الاجتماعية سمحت له في وقت مبكر في ابراز نفسه، فانتخب مختاراً في قرية كرم سدّة في سن مبكر. وروح القيادة التي تمتع بها وشهرته المتزايدة التي اكتسبها في شمال لبنان وعلى مستوى البلاد، وذلك بفضل نجاح أعماله خلال الحرب العالمية الثانية ومشاركته في الحركة الاستقلالية لبشارة الخوري ضد الانتداب، جعلت منه مرشحاً ممتازاً للنيابة: فانتخب نائباً في البرلمان اللبناني من سنة 1943 حتى 1947 وبات يعد من كبار زعماء زغرتا.  لكن المهنة السياسية البحتة لم تكن هدف الشيخ بطرس الذي انسحب سريعاً من اللعبة النيابية، مفضلاً تبني دور المستشار والوسيط على الساحة السياسية.
طور في الواقع روابط قوية مع أهم الشخصيات السياسية في لبنان بعد الاستقلال، من بينهم الرؤساء كميل شمعون وفؤاد شهاب ورشيد كرامي وشارل حلو وسليمان فرنجية والياس سركيس وغيرهم، وغالبا ما عمل كوسيط وموفق بين الأطراف المختلفة: وغالباً ما نظم الشيخ مآدب لهذا الهدف في منزله أو في فندق سان جورج. وقد أكسبته مكانته في معايشة  الحياة السياسية والتأثير الذي يمارسه في اللعبة السياسية صفة «رجل وصديق كل العهود».

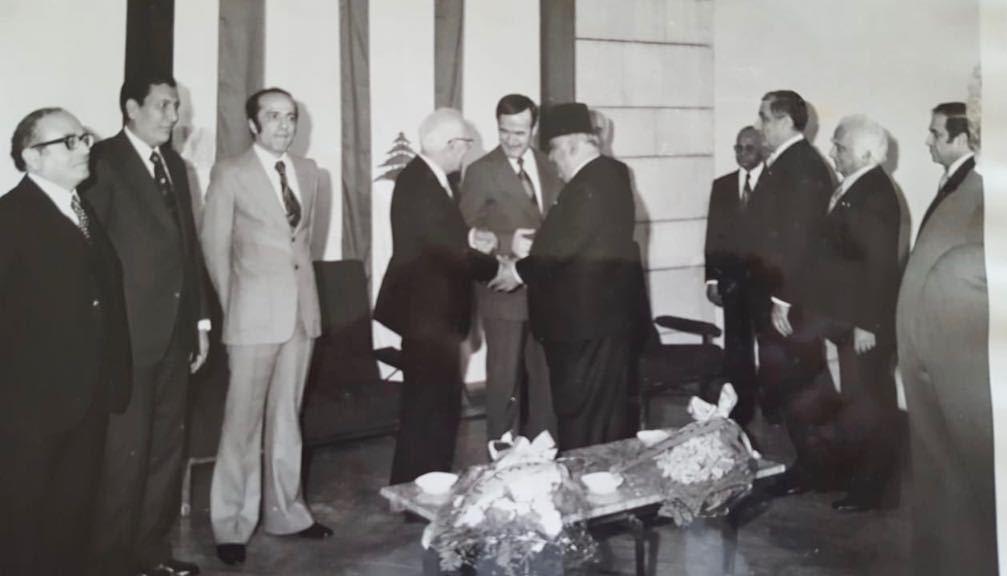
الشيخ بطرس الخوري مع الرئيس اللبناني سليمان فرنجية والرئيس السوري حافظ الأسد عام 1975

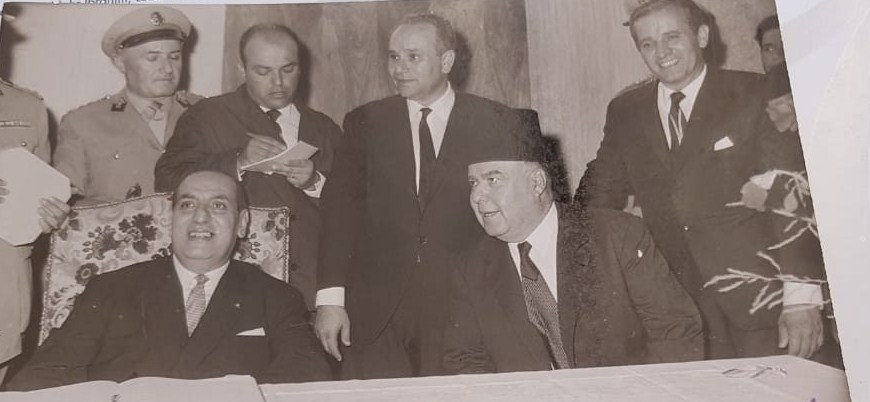
الشيخ بطرس الخوري مع الرئيس اللبناني شارل حلو

قربه من السلطة التنفيذية خدم أيضًا مصالحه المالية من خلال التسهيلات الحكومية التي حصل عليها: ففي عام 1964 ومع عهد الرئيس فؤاد شهاب، قاد مفاوضات مع الولايات المتحدة الاميركية لصفقة قمح بقيمة 25 مليون دولار أمريكي. أوصلته مكانته إلى أن  يتم استقباله باستمرار في جلسات خاصة من قبل رؤساء الجمهورية والمجالس لإبلاغهم عن وضع الأعمال، الامر الذي أعطاه دوراً حاسماً في صياغة السياسة الاقتصادية للبلاد.

## مهنته
أصبح بطرس الخوري من كبار رجال الأعمال، وشكّل منذ ستينيات القرن العشرين إحدى أكبر الطاقات والثروات الوطنيّة اللبنانيّة، وذلك بفضل استثماراته في مختلف القطاعات الاقتصادية.

### القطاع الزراعي

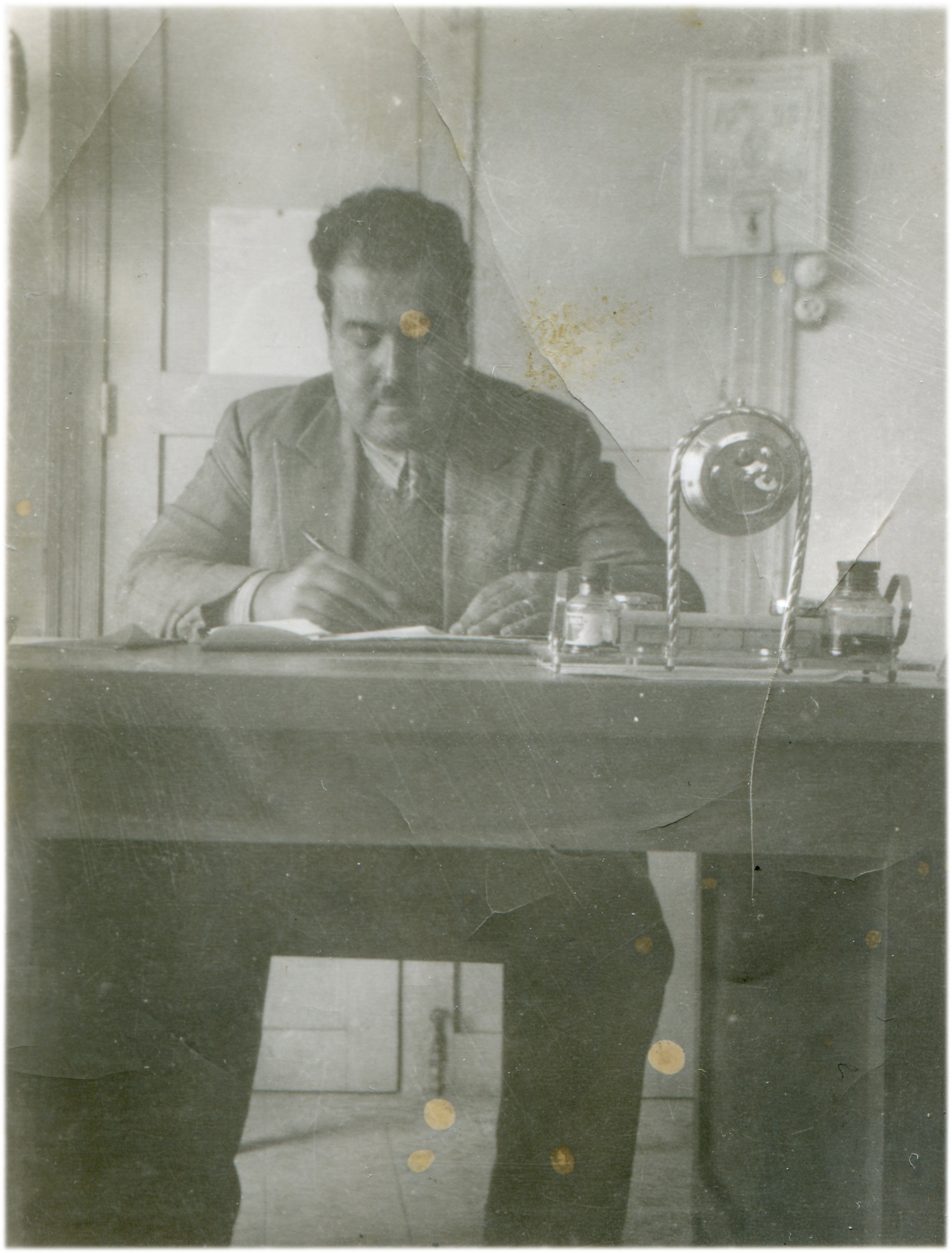
الشيخ بطرس الخوري في شبابه

أظهر في وقت مبكر جداً اهتماماً بمجال الزراعة بسبب أصوله الريفية. وانطلق في تجارة المنتجات الزراعية، مستهلاً هذه المهنة ببيع زيت الزيتون على مستوى شمال لبنان قبل دخوله في شراء وبيع الطحين والقمح على مستوى البلاد، وقد بدأ بالتفاوض مع وزارة الاقتصاد اللبنانية حول ثمن الكيلو منذ أواخر الأربعينيات. وكان اهتمامه المبكر بالقطاع الزراعي والريفي واضحاً منذ دخوله إلى البرلمان إذ تم انتخابه رئيسًا  للجنة النيابية للزراعة والأغذية لمرتين في 1946 و1947 إضافة إلى لجنة الاشغال العامة سنة 1947.
خلال الخمسينيات، التزم مكافحة الاستيلاء على المواد الغذائية الأساسية وارتفاع أسعارها، وأصبح من الشخصيات الرائدة في عالم التجارة التي تستشيرها السلطات في حالات الطوارئ. وبالتالي، عام 1958، قام مع مجموعة من التجار بدق ناقوس الخطر بشأن شلل النشاط التجاري وبالتشجيع علناً على تفريغ القوارب في مرفأ بيروت لتجنب نقص الغذاء.
بالإضافة إلى تجارة القمح، ساهم في إنتاج السكر، وفي عام 1963، وبصفته ممثلاُ عن مصافي السكر، أبلغ رئيس مجلس الوزراء اللبناني رشيد كرامي بالإجراءات التي ينبغي اتخاذها لتلبية حاجات الشعب من هذا المنتج لسنة 1964. وفي هذا السياق، شجع على إنتاج الشمندر السكري، لوضع سياسة للسكر مبنية على الإنتاج المحلي للمنتج، ما يسمح للبنان بالاكتفاء الذاتي. وهو أيضا أحد المساهمين في مصنع عنجر لاستخراج السكر، وكان له الدور الاولي في حل أزمة الشمندر التي استمرت من شهر كانون الأول/ديسمبر 1964 حتى شهر حزيران/يونيو 1965 والتي تواجَه  خلالها الفلاحون في البقاع مع المصنع.
كان أيضا يشغل مكانة الأبوة الاجتماعية التقليدية والخيرية في ما يتعلق باحتياجات الفلاحين. فمن أجل مساعدة المزارعين اللبنانيين ومكافحة الهجرة الريفية نحو المدينة، بات ناشطاً جداً داخل بنك التسليف الزراعي والصناعي والعقاري (BCAIF) الذي تأسس عام 1954 والذي تولى بطرس الخوري رئاسة مجلس ادارته منذ العام 1958. وخلال أزمة الموز التي تسببت بها العاصفة العنيفة التي هبت في 20 تشرين الثاني/نوفمبرعام 1964 والتي دمرت الإنتاج بكامله لذلك الموسم، اقترح كرئيس للـBCAIF إعطاء مزارعي الموز قروضاً طويلة الأمد للتغلب على الأزمة.

### القطاعان الصناعي والتجاري
أصبح  بطرس الخوري أحد أعمدة الصناعة اللبنانية خلال النصف الثاني من القرن العشرين ومؤيداً قوياً لاستثمار رأس المال اللبناني في القطاعات الصناعية، من أجل زيادة الدخل الوطني وتخفيض نسبة البطالة. فترأس جمعية الصناعيين طوال عشر سنوات من العام 1965 حتى العام 1975 وحتى شجع على إنشاء وزارة للصناعة اللبنانية.
كانت أولى مغامراته الصناعية في قطاع الكهرباء حيث استثمر في وقت مبكر من حياته في شركة «قاديشا» التي أنشئت عام 1924 وساهم عام 1948 بتأسيس شركة كهرمائية أخرى «البارد» مع اصحاب الامتياز الشيخ مرسال اسطفان. ومن خلال هاتين الشركتين، ساهم بطرس الخوري في حل أزمة الكهرباء التي هزت البلاد بين 1952 و1954. تم اقتراح ربط بيروت بشبكات قاديشا ونهر البارد ونهر الجوز للتخفيف من انقطاع الكهرباء عن العاصمة. وكانت شركة «البارد»، والتي كان الشيخ أحد أكبر المساهمين فيها، هي التي تولت الأعمال. وبهدف تعزيز القطاع، طالب أيضاً في العام 1956 بقرض بقيمة 5 ملايين ليرة لبنانية من الدولة لصالح «قاديشا» من أجل تجنب ارتفاع اسعار الكهرباء.
دخل أيضاً صناعة الاسمنت وأصبح في عام 1963 مساهماً في شركة الأسمنت اللبنانية التي أسستها عام 1929 البطريركية المارونية في شكا، بعدما كان زود هذه المصانع عام 1956 بالطاقة اللازمة لتشغيلها من خلال شركة «البارد».

الشيخ بطرس الخوري في أحد مصانعه

بالإضافة إلى ذلك، ومن خلال الشركات التي أسسها مع العديد من رجال الأعمال الطرابلسيين، ساهم بطرس الخوري عام 1952 في إنشاء المنطقة الحرة في مرفأ المينا في طرابلس، حيث قامت شركاته بإنشاء مرافق الميناء ومخازن للتخزين كما قامت بشراء الآلات اللازمة لنقل البضائع، ما ساهم بتعزيز حركة المرفأ والنشاط الصناعي في شمال لبنان. وبالتالي أسس مع شركائه شركات استيراد وتصدير لتشجيع التجارة وعمليات النقل والترانزيت ما دفعه حتماً لدخول قطاع الشحن البحري. فأصبح مالك سفينة وأسس «الوكالة البحرية بطرس س. الخوري» التي نقلت سفنها الكبرى بضائع إلى وجهات بعيدة في الستينيات.
إضافة إلى كل ذلك، ومع تأسيس أو المساهمة في أكثر من خمسين شركة لبنانية وأجنبية، استثمر أيضاً في قطاعات أخرى، متنوعة ومتخصصة على حد سواء، من بينها إنتاج الألومنيوم والخشب المضغوط وصناعة البترول والبتروكيماويات وصناعة المشروبات (عصير الفواكه والمياه الغازية) وعالم الضيافة وقطاع التأمين والعقارات وغيرها. اهتمامه بالصناعة اللبنانية بلغ حد الدعوة إلى إصدار قانون جديد للصناعة خلال الازمة المالية التي ضربت مصانع النسيج عام 1966، كما دعا أيضاً إلى تسهيل القروض الصناعية المتوسطة الأمد.

### القطاع المصرفي

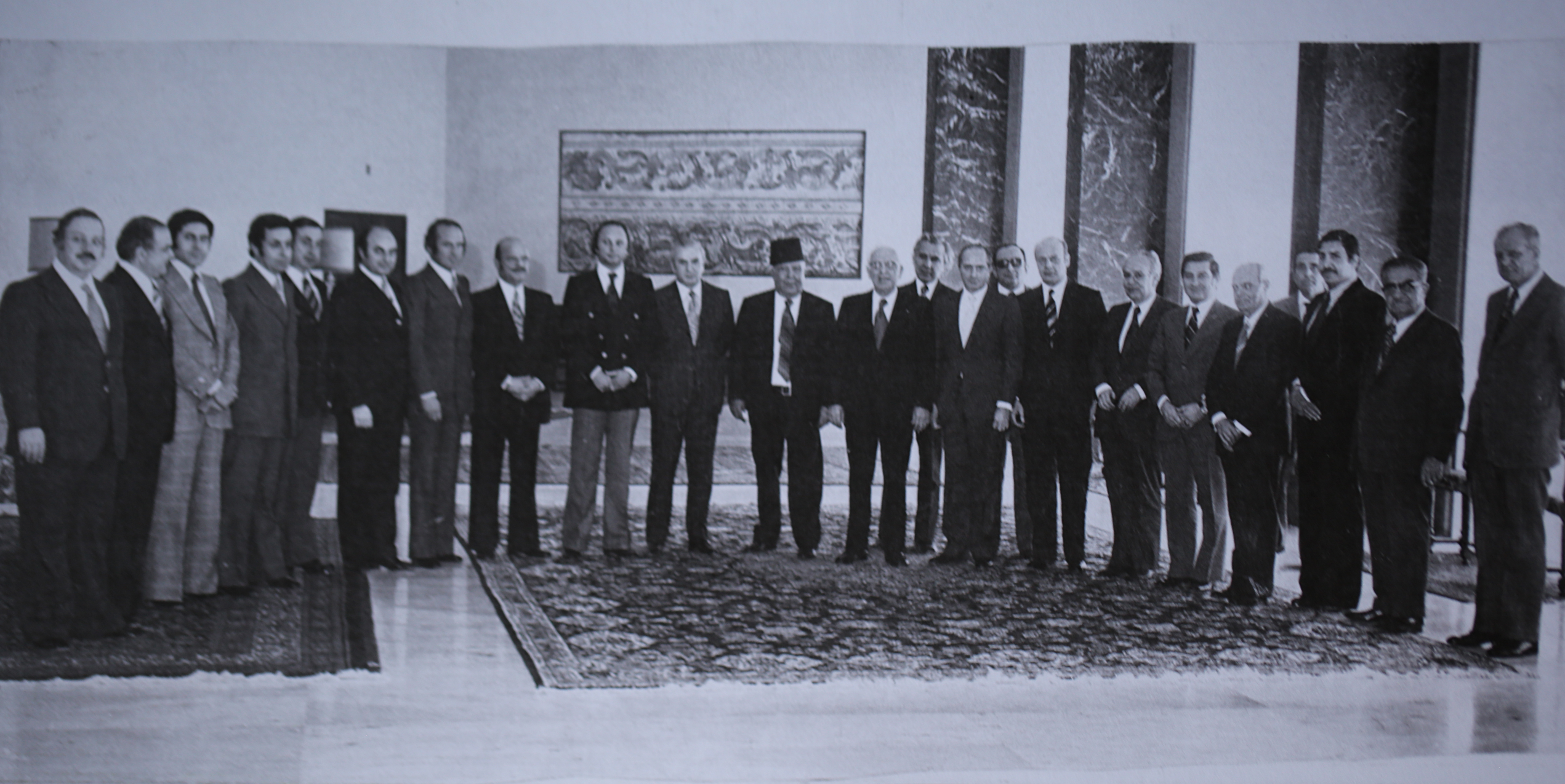
جمعية الصناعيين في لقاء مع الرئيس اللبناني سليمان فرنجية

ساهمت نشاطات بطرس الخوري في القطاع المصرفي ابتداء من خمسينيات القرن الماضي في بلوغ «العصر الذهبي» لهذا القطاع المحلي الذي برز في الفترة عينها. إضافة إلى بنك التسليف BCAIF، لعب دوراً أساسياً في الشؤون الاقتصادية للبلاد، حيث شارك أيضاً في إنشاء العديد من المؤسسات المصرفية، من بينها مشروع «البنك الأهلي والمهجر» الذي لم ير النور ولكن كان هدفه ربط رؤوس أموال الانتشار اللبناني بالوطن. بناء على المبدأ نفسه، تم تأسيس بنك لبنان والمهجر (المعروف أيضاً باسم BLOM Bank) بعد سنة واحدة فقط في العام 1951 وكان بطرس الخوري واحدًا من المؤسسين الأساسيين، كما انتخب نائب رئيس مجلس الإدارة. ويبرز هذا المصرف اليوم من بين المصارف اللبنانية الأولى. وأصبح بطرس الخوري أيضاً مساهماً في بنك الصناعة والعمل كما استثمر بشكل مؤقت رؤوس أموال في بنك المدينة وبنك بيبلوس قبل أن ينسحب منهما في الثمانينات.وكان بطرس الخوري إحدى الشخصيات الأساسية في القطاع المصرفي اللبناني، بجانب شخصيات مثل بيار اده وحسين العويني وفيليب تقلا، ووصل نجاحه إلى حد جذبه لرؤوس الأموال العربية والأجنبية إلى قلب هذه المؤسسات. ففي شهر أيار/مايو 1960، عقد مفاوضات مع واشنطن لقرض بقيمة خمسة ملايين دولار أميركي لصالح الـBCAIF وذلك بفضل المفاوضات الشخصية التي عقدها مع السيد هارت بيري، مدير بنك الائتمان الأميركي. وبشكل مماثل، نجحت المفاوضات التي قادها مع الولايات المتحدة الأميركية عام 1964 عبر الـBCAIF بهدف الحصول على قرض أميركي من القمح، في التوصل إلى اتفاق قرض بقيمة 17 مليون دولار في شهر تموز/يوليو 1966 ابرم بين واشنطن والحكومة اللبنانية. وكانت للشيخ علاقات مع كبار الشخصيات من الوسط المالي العالمي من بينهم ديفيد روكفلر، مستشار البنك الدولي.
كذلك، بصفته رئيس مجلس إدارة الـBCAIF، شارك بالتعاون مع السلطات اللبنانية، في صياغة حلول لمشاكل القطاع المصرفي، وفي 1964، ترأس الكونسورتيوم المصرفي الذي نظم خروج المصرف العقاري من الأزمة. وكانت له أيضاً كلمته عام 1966 خلال مشروع إنشاء مصرف التنمية لتمويل مشاريع صناعية وسياحية.
وفي العام 1968، كان المحرك الأساسي في حل أزمة المصارف الشهيرة: فطلب مصرف لبنان المركزي من الـBCAIF تولي إدارة عشرة مصارف تواجه أزمة وتصفيتها.

### مساهمته في الحوار الاجتماعي

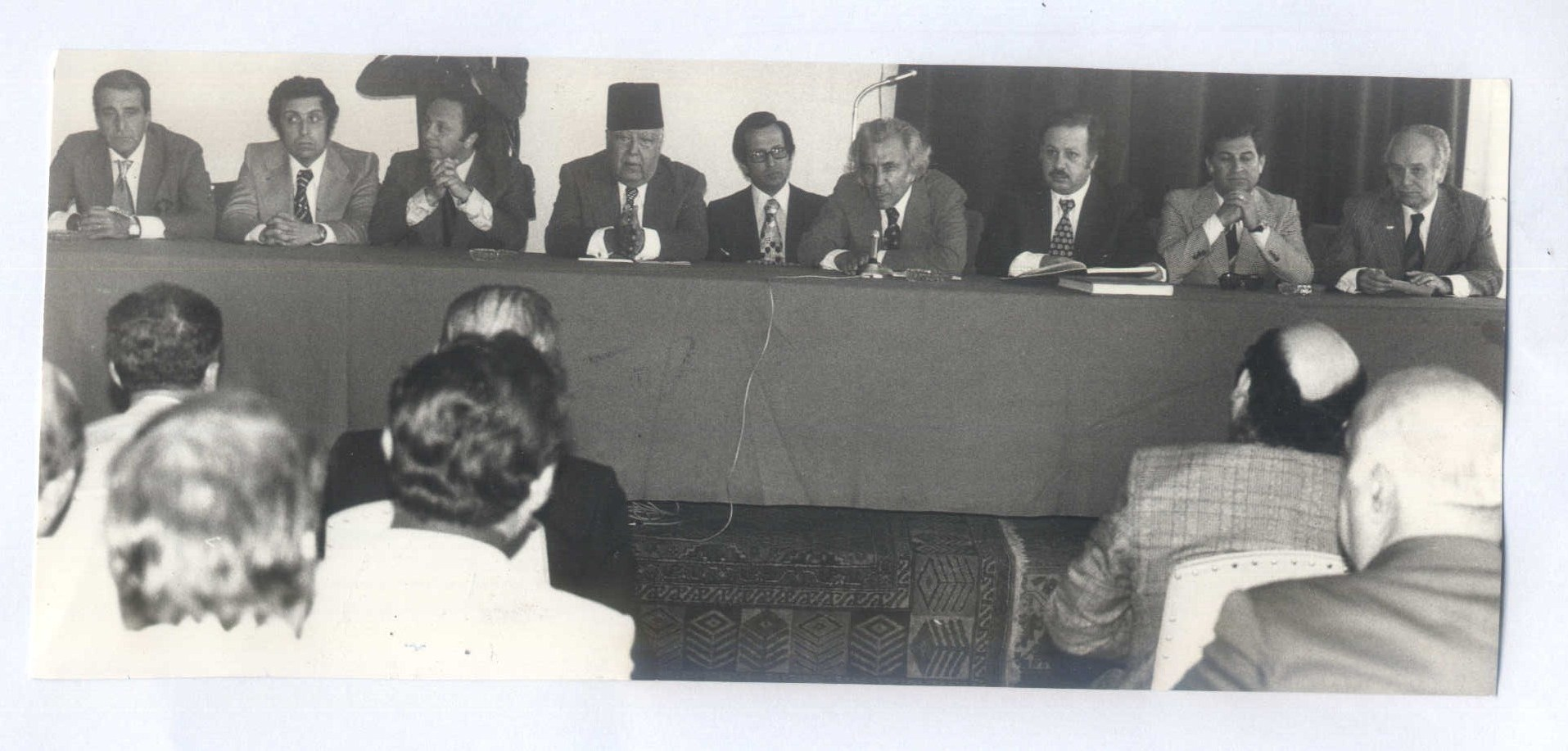
الشيخ بطرس الخوري خلال مؤتمر صحفي لجمعية الصناعيين اللبنانيين

موقعه وسط الأعمال الكبيرة في لبنان أعطاه كلمة حاسمة في الحوار الاجتماعي، حيث بدأ المفاوضات بين النقابيين وأصحاب العمل ابتداء من النصف الثاني من الستينيات. وبصفته ممثلاُ عن الصناعيين، تم استدعاؤه بشكل منهجي من قبل النخبة الحاكمة للمشاركة في حل الازمات الاجتماعية. وفي هذا السياق، غالباً ما تبنى بطرس الخوري، الذي كان الناطق باسم أصحاب العمل، مواقف توفيقية، محافظاً على دوره كوسيط في عالم الأعمال كما في السياسة. وفي مسألة زيادة رواتب القطاع الخاص، التي بدأت النقابات بالمطالبة بها ابتداء من شهر تشرين الثاني/نوفمبر 1964، ورحب بإقرار قانون زيادة الرواتب في شهر كانون الثاني/يناير 1965، لأنه يضمن التعاون الضروري بين أصحاب الشركات والعمال ويرفع مستوى المعيشة.
مبدياً قلقه إزاء إنتاجية العمال، قام بطرس الخوري بتمويل التعليم المهني وتعاون مع وزارة العمل والشؤون الاجتماعية اللبنانية على التحديث السريع لمركز التعليم المهني في الدكوانة.
ولكن اتجاهه نحو التوفيق لم يتقدم على دعمه للتحرر الاقتصادي، ومع أنه كان يهتم بمصلحة العمال، كان بطرس الخوري يعتقد ان على الدولة أيضا الاستجابة لمطالب أرباب العمل لتحسين القطاع الاقتصادي: فخلال أزمة تصريف الفاكهة في شهر حزيران/يونيو 1966، استنكر التدابير التي اتخذها اتحاد المزارعين والتي دعمها كمال جنبلاط والأحزاب اليسارية، إذ اعتبرها محاولة لتأميم تجارة الفاكهة. حافظ بطرس الخوري على موقفه الداعم لحرية الاقتصاد، ما دفعه إلى الدفاع عن مصالح الصناعيين كما الرأسماليين.

### أزمة 1974 والحرب الأهلية
ظهرت سلطة الخوري ونفوذه الذي اكتسبهما خلال السنوات التي أمضاها في الوسط السياسي والاقتصادي، بوضوح خلال الأزمة الاجتماعية التي اندلعت عام 1964. وفي سياق الاضطراب الاجتماعي الذي هز البلاد في بدايات السبعينيات، نفذ الاتحاد العمالي العام في لبنان احتجاجات ضد تدهور ظروف المعيشة، مرسلاً إلى الدولة في شهر حزيران/يونيو 1974 لائحة مطالب، من بينها تعديل المادة 50 من قانون العمل للسماح بالفصل التعسفي.
وكانت إجابة رئيس جمعية الصناعيين من دون استئناف، فاستقال في 11 تموز/يوليو من منصبه، ليسجِّل رفضه المطلق للمطالب النقابية، رافضاً أي مفاوضات حول الموضوع، ما أدى إلى إطالة الأزمة. وعكس وضع الخوري بالكامل موقف عالم الأعمال اللبناني، الذي كان متمسكاً بشكل تقليدي بالمبادرة الخاصة والحرية الفردية والتعاقدية، التي يقرها الدستور.
وكان التزامه إلى جانب الأحزاب المسيحية خلال الحرب الأهلية اللبنانية متماشياً مع وضعه قبل أحداث 1975: فقد دعته الجبهة اللبنانية عام 1976 إلى التعاون مع السلطة التنفيذية المسيحية في تطوير نموذج اقتصادي ومالي قابل للتطبيق في وقت الحرب، من أجل دعم جهود المقاومة المسيحية.

## الجمعيات

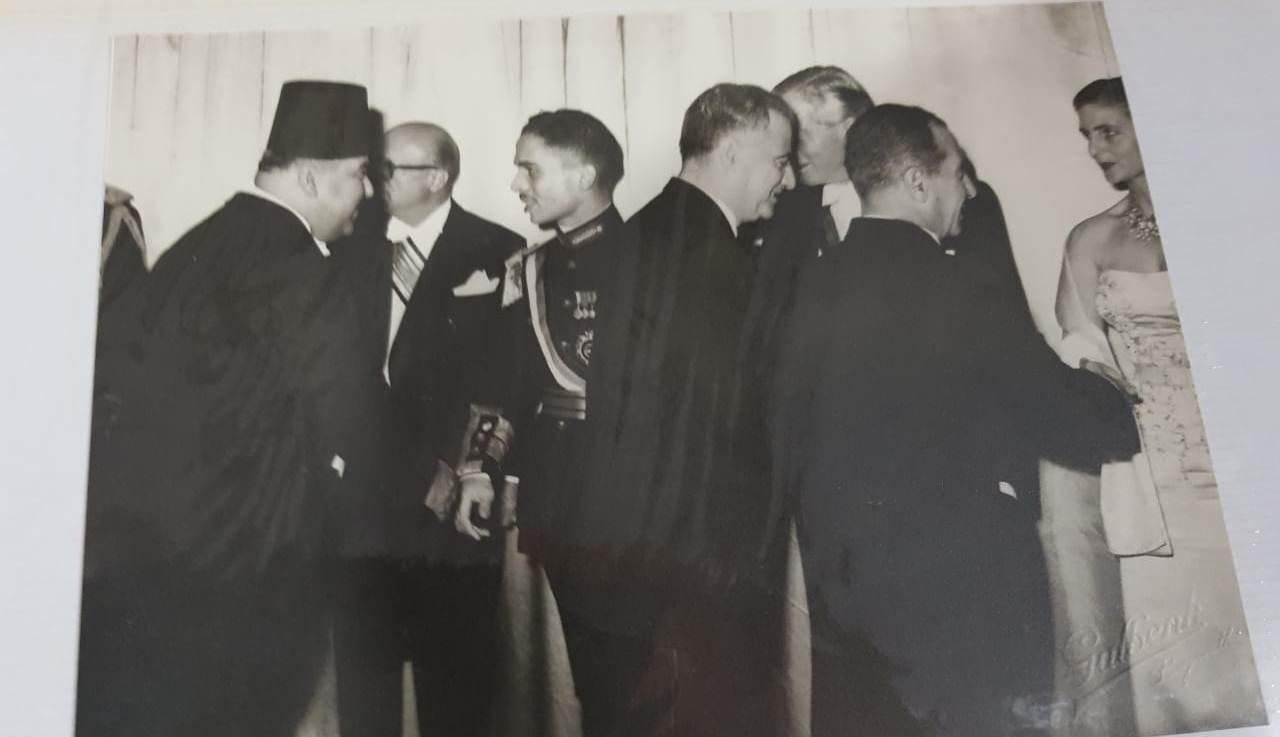
الشيخ بطرس الخوري مع ملك الأردن الحسين بن طلال

بفضل ثروته والعلاقات السياسية والاجتماعية التي ربطته بالنخبة الحاكمة في البلاد، تمكن من تولي مناصب عالية في أعرق الجمعيات. وكذلك كان عضواً في جمعية تجار بيروت منذ عام 1956، إضافة إلى غرفة التجارة والصناعة في بيروت عام 1971، كما انتخب أيضاً رئيساً لجميعة الصناعيين خلال فترة امتدت من 1965 حتى 1975، ومن ثم تم انتخابه رئيساً فخرياً مدى الحياة. وانتخب ايضاً رئيس الهيئات الاقتصادية خلال السبعينيات وأمين صندوق الرابطة المارونية عام 1966، ما يؤكد من جهة أخرى مكانته كزعيم في قلب المجتمع المسيحي.

## المؤسسة الخيرية

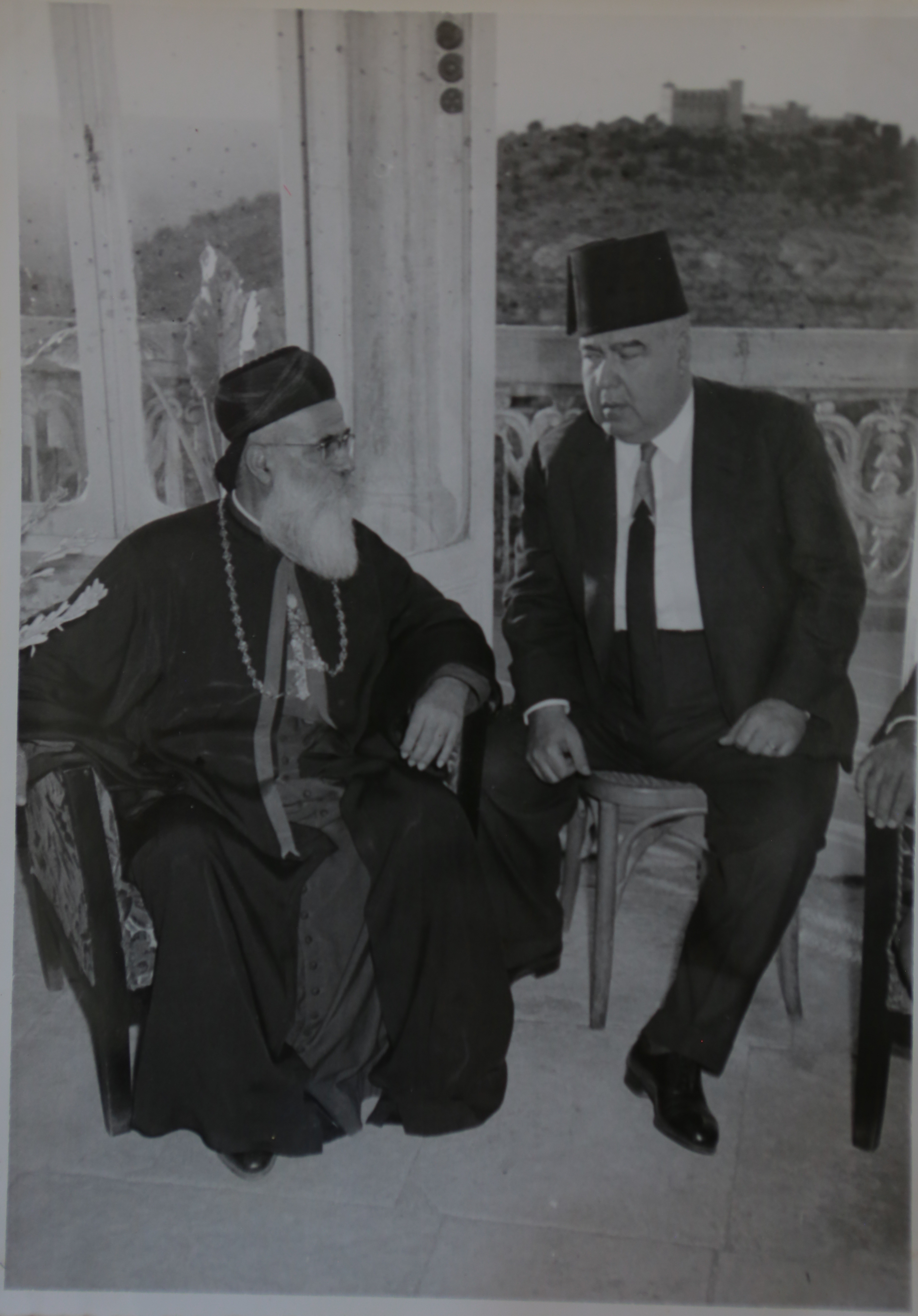
الشيخ بطرس الخوري في منزله في لقاء مع المطران انطوان عبد ودير مار يعقوب في الخلفية

كان بطرس الخوري معروفاً بأعماله الخيرية وتبرعاته السخية للجمعيات الخيرية. فكان يستجيب دائماً للنداءات خلال أي أزمة إنسانية أو كارثة طبيعية وكان يستخدم نفوذه في جمع الأموال: خلال الفيضانات التي ضربت شمال لبنان في 22 كانون الأول/ديسمبر 1955، شارك في طرابلس في لجنة الجهات المسؤولة عن تنظيم توزيع الإغاثة لضحايا الكارثة.
وكذلك، كان من أول المشاركين عندما ضرب زلزال منطقة الشوف وجنوب لبنان في 16 آذار/مارس 1956، وقام بتشكيل لجنة مسؤولة عن تنظيم جمع التبرعات من بين الصناعيين. وفي شهر آذار/مارس من العام 1960، قدم تبرعاً عينياً للصليب الاحمر لمساعدة ضحايا زلزال أكادير. وفي 1974، انتخب عضواً في اللجنة الوطنية لمساعدة ضحايا قبرص.

## الأوسمة
حاز الشيخ بطرس الخوري على تسعة أوسمة، من بينها:
 وسام جوقة الشرف برتبة قائد من الجمهورية الفرنسية عام 1953 للخدمات التي قدمها للمجتمع والإنسانية والتفاني.
 وسام الأرز الوطني برتبة ضابط عام 1955
 وسام الأرز الوطني برتبة ضابط أكبر عام 1975.

## التكريم
كان بطرس الخوري يُعرَف بارتدائه الطربوش بشكل معتاد، وباتت هذه العلامة تميزه في كل مكان، سواء في الصحف أو الرسوم الكاريكاتيرية للرسام اللبناني الشهير بيار صادق. وكان أيضاً يعرف بحس الفكاهة الذي يظهره في جميع المناسبات. كما أصبح أسطورة واسعة النطاق ترسخت في ذاكرة اللبنانيين، الامر الذي جعل منه نموذجاً بامتياز للرجال العصاميين، وذلك يعود لأصوله الريفية والصعود الاجتماعي النموذجي الذي حققه خلال حياته ونشأته في مدينتي طرابلس وبيروت.
كان أيضاً الهاماً كبيراً اذ كتب عنه الكثيرون، سواء في بعض الكتب القصصية أو غيرها التي تتضمن شهادات حقيقية نشرت تكريماً لذكراه. كما تم وضع تمثال له في مسقط رأسه كرم سدّة تكريماً له.

## لائحة الشركات

### التي أسسها
- شركة «اسطفان وخوري»
- شركة لبيع الزيتون
- شركة زيوت «أسعد جبر»
- شركة كهرباء البارد ش.م. ل.
- الشركة الصناعيّة للشرق أو مطاحن الشرق
- الشركة اللبنانيّة لمصانع تكرير السكر ش.م.ل.
- شركة معامل سكّر لبنان
- شركة تكرير السكّر في بحصاص
- شركة نقل القوى الكهربائية
- شركة الخشب المضغوط (غندور) ش.م.ل.
- مؤسسة «بطرس الخوري وهاشم الغندور» التجارية
- شركة الفولاذ اللبنانيّة (غندور)
- شركة SINALCO في بيروت (المصنع اللبناني للسينالكو والمياه الغازيّة)
- العربية الأوروبية للضمان AROPE
- شركة «كفوري وخوري»
- الشركة اللبنانيّة لعصير الحمضيّات والفواكه
- شركة "BELKOU" من فرعين «BELKOU العقاريّة» و"BELKOU HOLDING"
- شركة ESSO FERTILIZER
- شركة الصناعات البتروكيمائيّة ش.م.ل.
- شركة الملاحة البحرية اللبنانية ش.م.ل.
- شركة أوكال ش.م.ل.
- مؤسسة ساني بيتش.

### التي ساهم فيها
- شركة الترابة اللبنانيّة
- شركة الترابة البيضاء ش.م.ل.
- شركة كهرباء لبنان الشمالي –قاديشا ش.م.ل.
- شركة كهرباء نهر إبراهيم ش.م.ل.
- شركة أنترا للإستثمار ش.م.ل.
- شركة سيل العقارية
- شركة بانوراب هولدينغ – لوكسمبورغ
- شركة  بنوريو – باريس.
- شراكة بناية المرفأ.
- الشركة الوطنيّة المغفلة للمنطقة الحرّة في طرابلس
- شركة استثمار مرفأ بيروت
- الشركة العقارية لمرفأ بيروت ش.م.ل.
- الشركة الفرنسيّة للبترول ش.م.
- شركة ALUMINIUM SIAL
- كازينو لبنان
- كازينو مدريد (كازينو لبنان في مدريد)
- شركة الفنادق السياحية - طبرجا
- شركة سياحة واشتاء فاريا- المزار
- الشركة العقارية SAINT CHARLES
- شركة LIQUIGAZ في بيروت
- شركة SASS في فرنسا
- فندق PARK HOTEL  شتورا
- شركة الغزال للنقليات
- شركة IMPEX للسيارات
- شركة SOFIM العقارية
- شركة أوتيل الرابية البحري ش.م.ل.
- شركة الرابية العقاريّة
- كفيل لشركة استيراد السيّارات لبنان ش.م.ل
- شركة كونسرفا لبنان
- شركة الفنادق العصرية
- الشركة الشرقية للإستيراد والتصدير ش.م.ل.
- شركة الضمان اللبنانيّة ش.م.ل.
- المشروع العقاري في هيوستن - الولايات المتحدة

## لائحة المؤسسات المصرفية

### التي شارك في تأسيسها
- بنك التسليف الزراعي والصناعي والعقاري (BCAIF)
- بنك لبنان والمهجر (BLOM Bank)
- بنك المدينة
- مشروع بنك الأهلي والمهجر، ولكن لم يتأسس.

### التي ساهم فيها
- بنك البحر المتوسط
- بنك الصناعة والعمل
- بنك بيبلوس

## الوصلات الخارجية
- موقع بنك لبنان والمهجر الرسمي